# Lekkoatletyka na Letnich Igrzyskach Olimpijskich 1896 – skok wzwyż
Skok wzwyż był jedną z czterech konkurencji „skokowych” podczas Igrzysk w Atenach. Wystartowało pięciu zawodników z 3 państw. Wszystkie miejsca medalowe zajęli Amerykanie.

## Medaliści
Zestawienie zostało opracowane na podstawie źródła:
| Medal  | Zawodnik                                                            |
| ------ | ------------------------------------------------------------------- |
| Złoto  | Ellery Clark Stany Zjednoczone                                      |
| Srebro | Robert Garrett Stany Zjednoczone i James Connolly Stany Zjednoczone |
| Brąz   | 2 zawodników zajęło 2 miejsce                                       |

## Wyniki
Zestawienie zostało opracowane na podstawie źródła:
| lp. | Zawodnik       | Kraj                 | 1.50 | 1.55 | 1.60 | 1.625 | 1.65 | 1.675 | 1.70 | 1.75 | 1.81 |
| --- | -------------- | -------------------- | ---- | ---- | ---- | ----- | ---- | ----- | ---- | ---- | ---- |
| 1.  | Ellery Clark   | Stany Zjednoczone    | +    | +    | +    | +     | +    | +     | +    | +    | +    |
| 2.  | Robert Garrett | Stany Zjednoczone    | +    | +    | +    | +     | +    | x     |      |      |      |
| 2.  | James Connolly | Stany Zjednoczone    | +    | +    | +    | +     | +    | x     |      |      |      |
| 4.  | Henrik Sjöberg | Szwecja              | +    | +    | +    | x     |      |       |      |      |      |
| 5.  | Fritz Hofmann  | Cesarstwo Niemieckie | +    | +    | x    |       |      |       |      |      |      |